# Diplotemnus egregius
Diplotemnus egregius es una especie de arácnido del orden Pseudoscorpionida de la familia Atemnidae.

## Distribución geográfica
Se encuentra en Afganistán.